# Гожов Сласки
Гожов Сласки (пољ. Gorzów Śląski) град је у Пољској у Војводству опољском. По подацима из 2012. године број становника у месту је био 2544.
.

## Становништво
| 2012. |
| ----- |
| 2.544 |